# Bweeng
Bweeng (irisch Na Boinn – deutsch; Die Münzen) ist ein Dorf im County Cork im Südwesten der Republik Irland. Die Einwohnerzahl von Bweeng wurde bei der Volkszählung 2022 mit 728 Personen ermittelt.

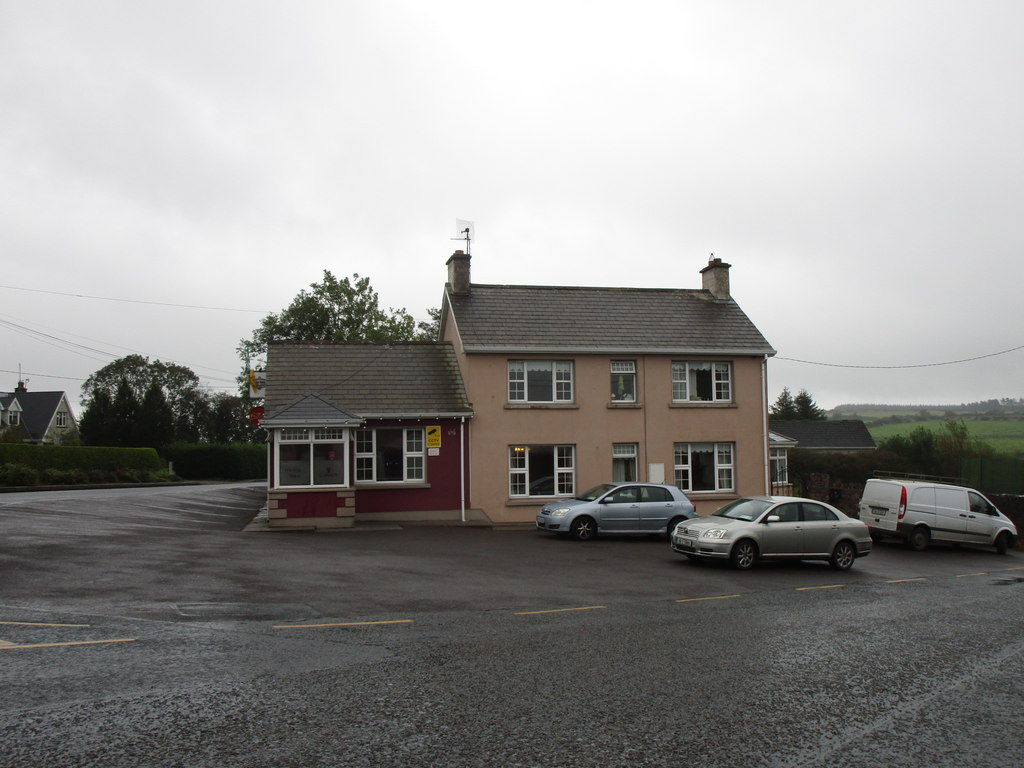
Molly’s Bar

## Geografie
Bweeng liegt etwa 24 Kilometer nordwestlich von Cork und etwa elf Kilometer südsüdwestlich von Mallow. Durch den Ort führt die R619 von Mallow nach Coachford.

## Sehenswürdigkeiten
Nordwestlich von Bweeng befinden sich das Wedge Tomb von Beennamweel East aus der Jungsteinzeit und die Steinreihe von Garrane, westlich von Bweeng die Steinreihe von Beenalaght. 
1841 wurde die erste Kirche in Bweeng gebaut. Um 1900 entstand die heutige katholische Kirche St. Columba. Die Grundschule wurde 1953 erbaut.